# Municipio Guachochi
Koordinaten: 26° 40′ N, 107° 40′ W
Guachochi ist ein Municipio mit etwa 50.000 Einwohnern im mexikanischen Bundesstaat Chihuahua. Das Municipio hat eine Fläche von 6984,1 km². Verwaltungssitz und größter Ort im Municipio ist das gleichnamige Guachochi.

## Geographie
Das Municipio Guachochi liegt im Südwesten des Bundesstaats Chihuahua auf einer Höhe zwischen 400 m und 2800 m. Es zählt zur Gänze zur physiographischen Provinz der Sierra Madre Occidental. 83,9 % des Municipios liegen in der hydrologischen Region Sinaloa und entwässern somit in den Golf von Kalifornien, der Rest zählt zur Region Bravo-Conchos und entwässert in den Golf von Mexiko. Die Geologie des Municipios wird zu 91 % von rhyolithischem Tuff bestimmt bei 7 % Basalt; vorherrschende Bodentypen im Municipio sind der Regosol (29 %), Leptosol (25 %), Luvisol (22 %) und Phaeozem (11 %). Gut 85 % des Municipios sind bewaldet, 8 % dienen dem Ackerbau, 6 % werden von Weideland eingenommen.
Das Municipio ist umgeben von den Municipios Nonoava, Carichí, Bocoyna, Urique, Guadalupe y Calvo, Balleza, Batopilas und Morelos.

## Bevölkerung
Beim Zensus 2010 wurden im Municipio 49.689 Menschen in 11.385 Wohneinheiten gezählt. Davon wurden 27.967 Personen als Sprecher einer indigenen Sprache registriert, darunter 25.960 Sprecher der Tarahumara-Sprache. 25 Prozent der Bevölkerung waren Analphabeten. 17.753 Einwohner wurden als Erwerbspersonen registriert, wovon ca. 77 % Männer bzw. 2,75 % arbeitslos waren. 52 Prozent der Bevölkerung lebten in extremer Armut.

## Orte
Das Municipio Guachochi umfasst 1072 bewohnte localidades, von denen lediglich der Hauptort vom INEGI als urban klassifiziert ist. Sechs Orte wiesen beim Zensus 2010 eine Einwohnerzahl von über 500 auf. Die größten Orte sind:
| Ort                 | Einwohner |
| Guachochi           | 14.513    |
| Samachique          | 01.241    |
| Norogachi           | 00.900    |
| Rocheachi           | 00.685    |
| Bajío de las Palmas | 00.601    |